# Culen
Culen (škot. Cuilén mac Ildulb) (? - Lothian, 971.), kralj Pikta i Albe (Škota) od 967. do smrti, 971. godine. Osporio je svom rođaku, kralju Dubhu, pravo na škotsku krunu, ali je poražen u bitci kod Forresa. Međutim, vjeruje se da ga je sljedeće godine dao uhvatiti, zarobiti i ubiti, nakon čega je zasjeo na prijestolje.
Većinu kratkotrajne vladavine proveo je u sukobu s Riderichom (Amdarch), potkraljem Strathclyde, koji je bio prilično osamostalio teritorij nad kojim je upravljao. Tijekom sukoba, Culen je ubio Riderichovog brata i silovao mu kći. Riderich se zavjetovao na osvetu, i 971. godine ubio Culena u velikom požaru. Naslijedio ga je Kenneth II., mlađi brat kralja Dubha.